# 马来西亚—蒙古关系
马来西亚—蒙古关系（英語：Malaysia–Mongolia relations）是指马来西亚与蒙古之间的双边关系。目前两国均没有驻外大使。马来西亚在乌兰巴托设有名誉领事馆，蒙古则在曼谷设有大使馆，负责马来西亚事务。

## 历史
两国于1971年9月8日建立外交关系。1997年9月，马来西亚首相马哈迪·莫哈末对蒙古进行正式访问。

## 蒙古女郎命案
由于一名蒙古公民阿尔丹杜雅·沙丽布在马来西亚被谋杀，自2006年以来，蒙古已连续七年没有向马来西亚派遣大使，但后来在2014年决定任命一名大使，因为有必要为在该国学习的众多蒙古学生提供帮助。
2018年5月18日，蒙古总统哈勒特马·巴特图勒嘎敦促马来西亚新任首相马哈迪·莫哈末重新启动对谋杀案的调查。巴特图勒嘎在祝贺马哈迪就任马来西亚第七任首相的信中，将2006年的谋杀案描述为“严重犯罪”。
2018年7月，马来西亚驻中国兼驻蒙古大使再努丁·叶海亚（Zainuddin Yahya）表示，马来西亚正在努力恢复与蒙古的双边关系。